# Kærlighedens veje II
Kærlighedens veje II' også kaldet Den svenske tændstik (russisk: Шведская спичка) er en sovjetisk komediefilm fra 1954 produceret af Mosfilm og instrueret af af Konstantin Judin. Filmen er baseret på Anton Tjekhovs bog fra 1884 af samme navn.
Filmen havde dansk biograpremiere i 1955 og blev i 1961 vist i dansk fjernsyn.

## Handling
Indbyggerne i et fjerntliggende oblast finder liget af af den lokale godsejer, der er blevet myrdet. På gerningsstedet findes en brugt svensk tændstik, hvilket får efterforskerne til at spekulere over et handlingsforløb. Men det er ikke så simpelt, som det umiddelbart ser ud ... 

## Medvirkende
- Aleksej Gribov som Nikolaj Jermolajevitj Tjudikov
- Andrej Popov som Emil Dyukovsky
- Mikhail Jansjin som Jevgraf Kuzmitj
- Nikolaj Gritsenko som Psekov
- Nikolaj Kurotjkin som Jefrem